# Febre de oropouche
Febre de oropouche é uma doença tropical, causada pelo arbovirose Oropouche orthobunyavirus (OROV), é endêmica da América Central e da América do Sul. O Oropouche foi encontrado em quatro estados da região Norte em 2023 e pode se tornar, a qualquer momento, um problema mais sério de Saúde Pública . No início de 2 de fevereiro de 2024 a OPAS emitiu um alerta epidemiológico  relacionado ao aumento na detecção de casos de febre de Oropouche em algumas áreas da Região das Américas.
Seus sintomas são febre — temperatura entre 38 e 39.5°C —, presente em quase todos os casos e de início brusco, é comum apresentar dor de cabeça, calafrios, dor no corpo ou muscular, além de dores nas articulações, quadro semelhante ao da dengue , porém ao contrário desta, até o momento não tem tido casos graves , eventualmente, meningite e inflamação do encéfalo e das meninges (meningoencefalite) .
Ocorre em dois ciclos, o silvestre e o urbano. No ciclo silvestre, costuma infectar macacos e bichos preguiça, além de aves silvestres, Seus transmissores são os mosquitos como Aedes serratus (Pará) e Coquillettidia venezuelensis (Trinidad). No ciclo urbano, o único hospedeiro é o ser humano, normalmente é transmitida pelo Culicoides paraensis, também conhecido como borrachudo ou maruim.
Atualmente, ainda não existe vacina específica para prevenir a Febre Oropouche, porém estudos estão sendo realizados utilizando análises de imunoinformática, quimeras VSV e sistemas de genética reversa, com o intuito de desenvolver uma proteção contra esse vírus.
  

O tratamento consiste principalmente no uso de medicamentos para aliviar os sintomas, com repouso e hidratação. Em casos graves da febre de Oropouche, pode ser necessária uma terapia antiviral que utiliza um fármaco chamado ribavirina. 